# Botánica pura
La botánica pura estudia las plantas desde un punto de vista puramente biológico centrándose en su morfología. Consta de tres niveles:

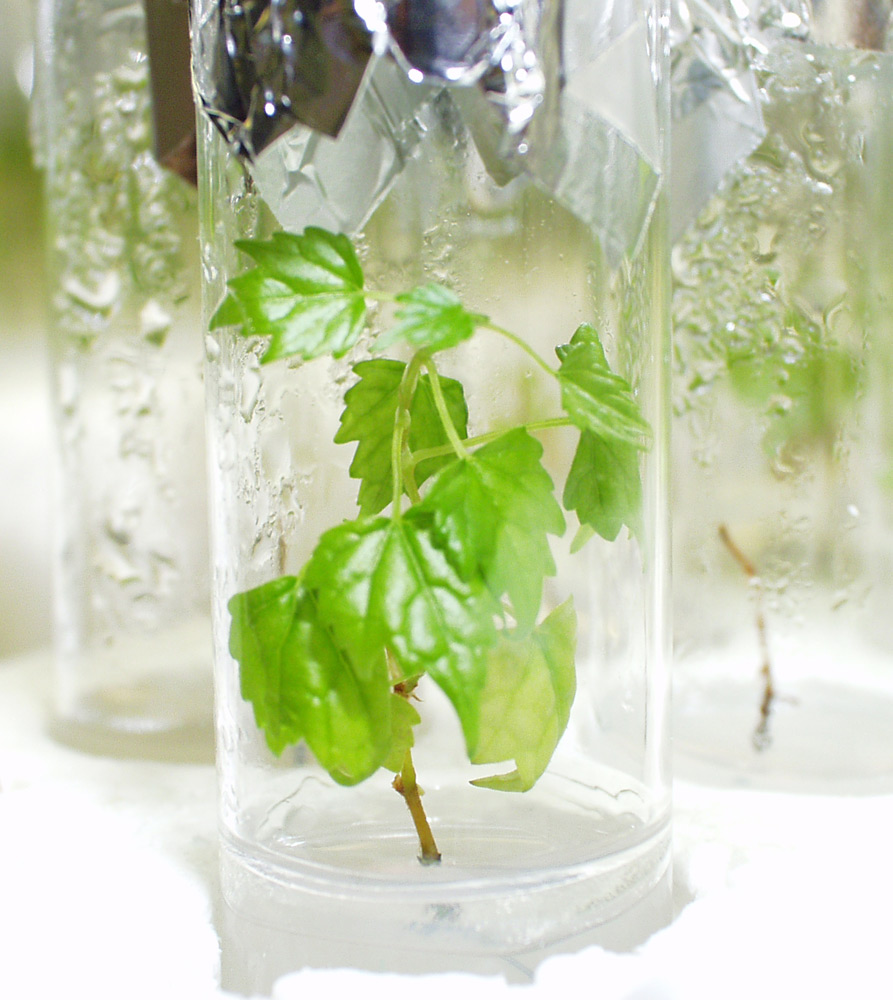
Cultivo de una vid (vitis vinifera) in vitro.

- Organografía
- Histología vegetal
- Citología vegetal

Se divide en:

## Botánica general
- Citología: estudia las células vegetales.
- Histología: estudia las características de los distintos tejidos.
- Fisiología vegetal: estudia las funciones vitales.
- Genética vegetal: estudia los mecanismos de la herencia y la reproducción.
- Ecología vegetal: estudia las interacciones con el medio ambiente.
- Fitopatología: estudia las causas de las enfermedades.
- Palionología: estudia las estructuras del polen y las esporas.
- Embriología: estudia el desarrollo de los embriones.

## Botánica especial
- Sistemática:estudia su diversidad, así como su relación biológica
- Taxonómica: estudia la clasificación.
- Paleobótanica: estudia los restos de los fósiles vegetales.
- Geobotánica subdividida en:
  - Fitogeografía: estudia la distribución geográfica de los vegetales
  - Fitosociologia: estudia las asociaciones vegetales.

## Botánica aplicada
Se divide en:
- Botánica agrícola
- Botánica farmacéutica
- Botánica forestal, etc.

- Datos: Q8251239